# لیر رکس
لیر رکس (انگلیسی: Lear Rex) فیلم درام آمریکایی به نویسندگی و کارگردانی برنارد رز است. این فیلم اقتباسی از شاه لیر اثر ویلیام شکسپیر است.

## بازیگران
- آل پاچینو در نقش ری لیر
- جسیکا چستین در نقش گونریل
- آریانا دبوز در نقش کوردلیا
- ریچل بروزناهان در نقش ریگن
- کیت استنفیلد در نقش ادموند
- پیتر دینکلیج در نقش دلقک
- کریس مسینا در نقش دوک کورنوال
- تد لواین در نقش ارل کنت
- دنی هوستون در نقش دوک آلبانی
- ریس کویرو در نقش اسوالد
- استیون درف در نقش تام بی‌نوا
- هپی اندرسن در نقش کاپیتان

## تولید
در آوریل ۲۰۲۳، آل پاچینو اعلام کرد که در حال توسعهٔ اقتباسی جدید از نمایشنامهٔ شاه لیر اثر ویلیام شکسپیر است. این اقتباس در فوریه ۲۰۲۴ تأیید شد؛ برنارد رز به‌عنوان نویسنده و کارگردان پروژه معرفی شد و پاچینو برای ایفای نقش لیر انتخاب شد. همچنین جسیکا چستین در نقش گونریل به پروژه پیوست. در ماه اوت، حضور بازیگرانی چون آریانا دبوز، ریچل بروزناهان، کیت استنفیلد و پیتر دینکلیج به‌عنوان بخشی از ترکیب بازیگران جدید اعلام شد.

### فیلم‌برداری
فیلم‌برداری اصلی از ۱۲ اوت ۲۰۲۴ در لس آنجلس آغاز شد و در ۱۹ اکتبر ۲۰۲۴ به پایان رسید.